# Corn Exchange (Dalkeith)

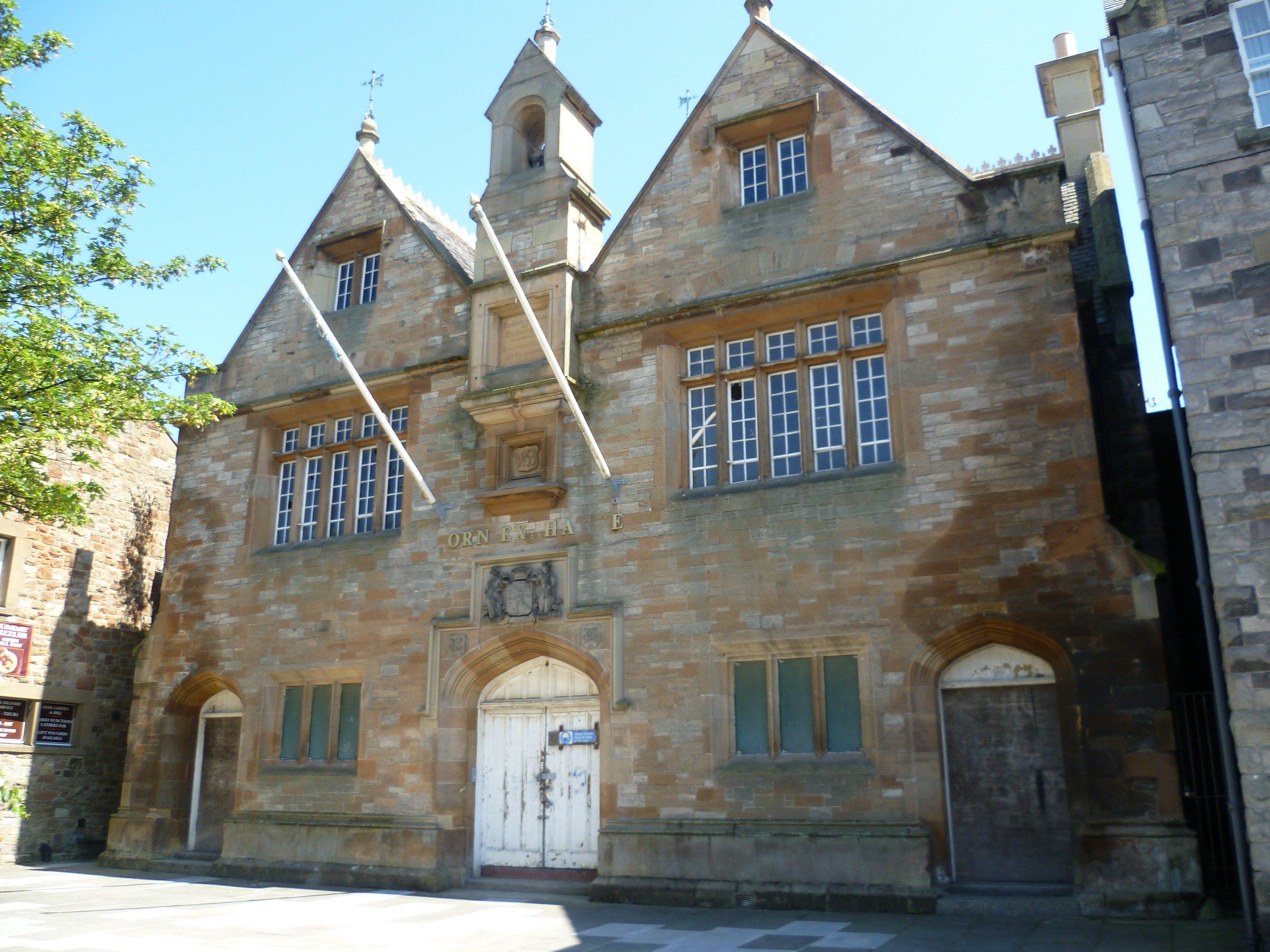
Corn Exchange von Dalkeith

Der Corn Exchange von Dalkeith ist ein ehemaliges Handelsgebäude für Getreide in der schottischen Stadt Dalkeith in der Council Area Midlothian. 1972 wurde das Bauwerk in die schottischen Denkmallisten in der höchsten Kategorie A aufgenommen. Des Weiteren bildet es zusammen mit verschiedenen umliegenden Gebäuden ein Denkmalensemble der Kategorie B.

## Geschichte
Der Bau wurde im Jahre 1853 begonnen um das Gebäude am 10. August 1854 eröffnet. Für den Entwurf zeichnet der schottische Architekt David Cousin verantwortlich. Die Gesamtkosten beliefen sich auf 3800 £. Zunächst wurde es seiner Bestimmung entsprechend als Handelsgebäude für Getreide genutzt und war zu dieser Zeit der größte innenliegende Getreideumschlagsort in Schottland. Mitte des 20. Jahrhunderts wurde der Handel dort aufgegeben und das Gebäude unter dem Namen Empress Dance Hall für Tanzveranstaltungen genutzt. Später richtete dort ein Unternehmen eine Produktionsstätte ein und schließlich wurde das Gebäude als Lager genutzt.
Seit 1986 wird das Gebäude nicht mehr genutzt und 1990 wurde erstmals auf dessen schlechten Zustand hingewiesen. Obschon Investoren mehrfach Pläne zur Restaurierung und Weiternutzung vorlegten und Historic Scotland auch finanzielle Mittel bereitstellte, wurden zu keinem Zeitpunkt Arbeiten an dem Gebäude begonnen. Ein Antrag auf Abriss aus dem Jahre 1998 unter Beibehaltung der historischen Fassaden wurde abschlägig beschieden. 2001 erfolgte der Eintrag in das Register für gefährdete denkmalgeschützte Bauwerke in Schottland. 2012 wurde sein Zustand als mittelmäßig mit moderater Gefährdung für die Bausubstanz eingestuft. Einem Antrag auf Restaurierung und anschließender Mischnutzung als Büro- und öffentliches Gebäude aus dem Jahre 2013 wurde unter Auflagen stattgegeben. Seit Abschluss der Restaurierungsarbeiten ist das Gebäude nicht mehr als gefährdet eingestuft und der Eintrag wurde entfernt.

## Beschreibung
Das Bauwerk liegt zwischen der High Street und der St. Andrew Street im alten Zentrum Dalkeiths unweit des Alten Rathauses. Es ist im jakobinischen Stil gestaltet. Der Haupteingang befindet sich an der High Street. Dort verläuft ein traufständiges, längliches Gebäude entlang der Straße, das durch zwei symmetrische Kreuzgiebel dominiert wird. Zwischen den Giebeln sitzt ein leicht hervortretender Glockenturm mit Wetterfahne auf, mit welcher auch die beiden Giebel verziert sind. Am Fuß des Turms sind verschiedene Plaketten eingelassen, welche unter anderem das Baujahr ausweisen und das Wappen der Dukes of Buccleuch zeigen. An den giebelständigen Fassaden sind ebenerdig Drillingsfenster mit steinernen Mittelpfosten verbaut, während im Obergeschoss langgezogene Fünflingsfenster und im Giebel Zwillingsfenster ebenfalls jeweils mit Mittelpfosten verbaut sind. Das mittige, zweiflüglige Hauptportal schließt mit Tudorbogen mit profilierter Laibung. Zwei ähnlich gestaltete, aber kleinere Türen befinden sich an den Außenseiten.
Jenseits des traufständigen Gebäudeteils entlang der High Street erstreckt sich ein langgezogener und höherer Gebäudeteil mit Satteldach, der an der St. Andrew Street mit einem mächtigen Giebel abschließt. Die dortige Fassade ist schlichter gestaltet. Die drei Eingangstüren entsprechen jenen an der Vorderseite, jedoch ohne weitere Ornamentierung. Im Obergeschoss sind zwei Fünflingsfenster und in der Giebelfläche ein Drillingsfenster, jeweils mit steinernen Mittelpfosten, angeordnet. Die Dächer sind mit grauem Schiefer eingedeckt. Eine fünf Achsen weite Blendarkade im Gebäudeinneren ist mit Tudorbögen gestaltet, ebenso verschiedene Durchgänge.